# Ахунов, Рашид Гарифзянович
Рашид Гарифзянович Ахунов (тат. Рәшит Гарифҗан улы Ахунов; 24 октября 1953, Казань, Татарская АССР, РСФСР, СССР — 25 марта 2016, Казань, Республика Татарстан, Российская Федерация) — советский и российский писатель, переводчик, государственный деятель, предприниматель, меценат. Министр внешних экономических связей Республики Татарстан (1995—1997).

## Биография
Рашид Гарифзянович Ахунов родился 24 октября 1953 года в Казани. Из писательской семьи Шаиды Максудовой (1926–2009) и Гарифа Ахунова (1925—2000). Сестра — Наиля (р. 1959).
Рано научился говорить, овладел грамотной татарской речью. В детстве жил в Альметьевске где окончил восьмой класс средней общеобразовательной школы, а также художественную школу, а также музыкальную по классу баяна. В 1968 году вернулся вместе с семьёй в Казань, где окончил среднюю школу № 126. После школы год проучился на архитектурном факультете Казанского инженерно-строительного института, но бросил учёбу.
В 1971 году поступил на отделение татарского языка и литературы историко-филологического факультета Казанского государственного университета имени В. И. Ульянова-Ленина, который окончил в 1976 году. В этот период вместе с сокурсницей А. В. Воздвиженской по мотивам произведений И. А. Бунина создал рок-оперу «Северная легенда», которая была поставлена  группой «Зеркало» на площадке КАИ. После получения образования год проработал редактором Татарского книжного издательства, а затем сосредоточился на литературной деятельности. В 1980 году принят в члены Союза писателей СССР (Татарстана).
Ещё во время учёбы освоил теорию художественного перевода и приступил к практической работе в этой области, в частности, в 1974 году в журнале «Волга» в переводе на русский язык опубликовал повесть «Минем кала алуым» («Я и город белокаменный») Ш. А. Максудовой. В числе других успешных переводов, положительно встреченных читателями и литературной общественностью, отмечены романы «Клад» («Хәзинә», 1976), «Ардуан батыр» (1976), «Ядро ореха» («Чикләвек төше», 1982), «Дочь Волги» («Идел кызы», 1992) Г. А. Ахунова, повесть «Мы — дети сорок первого года» («Без — кырык беренче ел балалары», 1981) М. С. Магдеева, роман «Муса» (1983, вместе с В. В. Шульжиком) Ш. Ф. Маннура, ряд произведений Ш. К. Камала, А. М. Гилязова, А. К. Расиха, М. Г. Маликовой. Также занимался переводами татарских народных сказок, в том числе, «Сылу-краса, серебряная коса», «Шахмара — змеиный падишах», «Бедняк и юха-оборотень», «Рыбак и ифрит», «Чернокрыл», «Зухра», «Падчерица», «Карунбай», «Камыр-батыр», «Тан-батыр», «Зулькарнайн-падишах», «Белый змей», «Белая кобылица», «Мальчик двенадцати лет», «Обезрученная», «Безголовые люди». Известен и как автор оригинальных произведений, в частности, совместно с В. Н. Кузнецовым под псевдонимом «Кузьма Максудов» написал пьесы «Взгляд», «Иртә кичтән хәерлерәк», «Камыр батыр», «Дөньяга караш», повесть «Ут эчендә».
После начала «перестройки» занялся предпринимательством, в частности,  возглавлял кооператив «Лейсан» (1987—1989), был одним из первых кооператоров в городе, занимался выращиванием шампиньонов. Уехав в Москву, в дальнейшем был вице-президентом Академии творчества СССР (1989—1991), затем генеральным директором акционерного общества закрытого типа «Международный коммерческий союз» (1991—1996). Развернув активную деятельность в сфере международной торговли, в 1994 году на базе «Союза» учредил собственный «МКС-банк». Как бизнесмен активно занимался меценатством и поддержкой культуры, был главным спонсором джаз-оркестра «МКС Биг-Бэнд» под руководством А. О. Кролла, театра «Сатирикон», театра Антона Чехова, учредил в Москве клуб татарских интеллектуалов, финансировал литературные премии Союза писателей Республики Татарстан.
Общение с Рашидом Ахуновым и его коллегами у всех оставляло самые приятные впечатления, так как все они были высокими интеллектуалами. Изысканно одевались, с высоким вкусом и изысканностью оформляли они и свои офисы. А кухня? В десятке стран мне посчастливилось участвовать в приемах самого высшего уровня, но такого уровня приема и изысканного гостеприимства не встречал. Возможно, именно потому со временем друзей у них стало хоть пруд пруди. Если кто-то свои заработанные деньги тратил на покупки вилл и другой недвижимости в заморских странах, то Рашид Ахунов и его компаньоны нашли в себе мужество миновать такую заразную болезнь. Вкладывали у себя в России. И при этом, что и заслуживает особого внимания, вкладывали не в нефтяные вышки или алмазные рудники, а в культуру… Словом, в те годы, когда я работал председателем союза писателей Татарстана, в Рашиде Ахунове мы, писатели, видели главную опору.Ринат Мухамадиев об Рашиде Ахунове.
4 июля 1995 года назначен на пост министра внешних экономических связей Республики Татарстан, сменив Ш. Р. Арсланова. Характеризовался как креативный министр, не был похож на других татарстанских чиновников, обладал глобальным мышлением. Являлся членом Валютно-экономического совета Республики Татарстан, Комиссии по выездам за границу при Кабинете министров Республики Татарстан, участвовал в разработке концепции упомянутого центра содействия инвестициям в Татарстан. После вступления в должность взял курс на стратегическое сотрудничество с Францией и Голландией, являвшимися в прошлом партнёрами «МКС»; так, в 1996 году организовал визит премьер-министра Франции Алена Жюппе в Казань. Также занимался вопросом инвестиций «General Motors» в Елабужский автомобильный завод, продвигал идею создания татарстанской финансовой биржи в сотрудничестве с компаниями Малайзии, участвовал в заключении соглашения с правительством Кубы о поставках нефти из Татарстана, тогда как «МКС-банк» стал уполномоченным инвестиционным банком правительства Татарстана и участвовал в поставках оборудования по кредитно-торговому соглашению с Германией.
19 июня 1997 года по постановлению Государственного Совета Республики Татарстан министерство было упразднено с передачей его функций министерству экономики РТ. В прессе высказывались различные причины ликвидации министерства — от конфликта с московским руководством до финансовых проблем, неаккуратностью с кредитами и закредитованностью республики, хотя за истекший на тот момент 1996 год в Татарстан при помощи Ахунова было привлечено инвестиций на 505 миллиона долларов. После отставки был избран в совет директоров завода микролитражных автомобилей ОАО «КамАЗ», продолжил заниматься инвестиционной деятельностью. Начиная с 1999 года жил в Москве, отошёл от политики и занимался бизнес-консультированием.
Рашид Гарифзянович Ахунов скончался 25 марта 2016 года в Казани в возрасте 62 лет от сердечного приступа, приехав на планируемую операцию, до которой не дожил. Похоронен рядом с родителями на татарском кладбище в Арске.

## Личная жизнь
Был дважды женат, имел двух сыновей от разных браков — Ренат (р. 1977) и Даниль (р. 1996). В Казани жил на улице Восстания. Увлекался музыкой, фантастикой и фэнтези.